# Park Chan-yeol
Park Chan-yeol (박찬열?, 朴찬열?, Bak Chan-yeolLR, Pak Ch'anyŏlMR; Seul, 27 novembre 1992) è un cantante, cantautore, attore e modello sudcoreano. Dal 2012 fa parte del gruppo musicale EXO e del suo sottogruppo EXO-K.

## Biografia
Park Chan-yeol è nato a Seul, in Corea del Sud. Frequentò la Hyundai High School ad Apgujeong-dong, a Seul. Ha una sorella di nome Park Yoo-ra, che è attualmente una annunciatrice presso la stazione di trasmissione sudcoreana YTN, e precedentemente in MBC. Chan-yeol fu ammesso in un istituto di recitazione privato all'età di sedici anni, dove divenne amico di P.O dei Block B'.
Dopo aver visto School of Rock alle elementari, Chan-yeol si interessò alla musica e presto iniziò a suonare la batteria. Chan-yeol voleva essere un cantante dopo aver ascoltato Unconditional Kismet di Yoo Young-jin.
Chan-yeol citò Jason Mraz e Eminem come le sue più grandi influenze, sebbene fosse un fan di gruppi rock come i Muse, Green Day, Nirvana e X-Japan alle scuole medie.
Chan-yeol divenne un apprendista alla SM Entertainment dopo aver vinto il secondo posto al concorso Smart Model 2008. Mentre si allenava sotto la SM., iniziò a focalizzare la sua attenzione sul rap. Prima del suo debutto, Chan-yeol fece apparizioni cameo nel video musicale HaHaHa Song dei TVXQ e nel video musicale Genie delle Girls 'Generation rispettivamente nel 2008 e nel 2010.

## Carriera

### 2012-2015: inizio della carriera
Chan-yeol divenne l'ultimo membro degli Exo ad essere presentato ufficialmente al pubblico il 23 febbraio 2012. Nell'aprile 2012, è apparso nel video musicale delle Girls' Generation-TTS per il loro singolo di debutto Twinkle. Nell'ottobre 2013, Chan-yeol si è unito al cast del reality show Law of the Jungle in Micronesia, e ha anche composto e registrato una colonna sonora originale intitolata "Last Hunter" per lo spettacolo.
Nel 2014, Chan-yeol ha scritto il rap per la versione coreana del brano Run dal secondo EP degli Exo, Overdose, ed è stato presentato nel secondo EP dei compagni di etichetta Henry Lau e nell'EP di debutto di Zhou Mi. Nel maggio 2014, entrò nel cast della prima stagione del reality show Roommate. Ha lasciato lo spettacolo nel settembre 2014 a causa di conflitti con il programma.

## Discografia

### Solista
Singoli
- 2014 – Delight
- 2015 – Youngstreet
- 2018 – Hand
- 2019 – SSFW (봄 여름 가을 겨울)
- 2021 – Tomorrow

Collaborazioni
- 2016 – If We Love Again (con Chen)
- 2016 – Stay with Me (con Punch)
- 2017 – Let Me Love You (con Junggigo)
- 2018 – We Young (con Sehun)
- 2020 – Yours (con Raiden e Lee Hi)

Album
- 2024 - Black Out

## Filmografia

### Cinema
- I AM., regia di Choi Jin-seong (2012)

- Jangsusanghoe (장수상회), regia di Kang Je Gyu (2015)
- SMTown: The Stage (SMTOWN THE STAGE), regia di Bae Sung-sang (2015)
- Suoyi, wo he hei fen jiehunle (所以……和黑粉结婚了), regia di Jae-young Kim (2016)
- The Box (더 박스), regia di Yang Jeong-woong (2021)

### Televisione
- Geochim-eobs-i high kick! (거침없이 하이킥!)  – sitcom, episodio 71 (2007)
- Sar-aganeun dong-an huhoehal jul almyeon (살아가는 동안 후회할 줄 알면)  – serie TV (2008)
- Areumda-un geudae-ege (아름다운 그대에게) – serie TV, episodio 2 (2012)
- Royal Villa (시트콩 로얄빌라)  – serie TV, episodio 2 (2013)
- Jeonggeur-ui bepchik (정글의 법칙) – programma televisivo, episodi 90-94, 175-177, 432-433 (2013-2014, 2015, 2021)
- Roommate (룸메이트) – programma televisivo, episodi 1-15, 18-20 (2014)
- Uri yeopjib-e Exoga sanda (우리 옆집에 EXO가 산다?) – serie TV (2015)
- Missing 9 (미씽나인)  – serie TV (2017)
- Master Key (마스터 키) – programma televisivo, episodio 4 (2017)
- Queenka maker (퀸카메이커) – webserie (2018)
- Memories of the Alhambra (알함브라 궁전의 추억)  – serie TV (2018)
- Jjannae tour (짠내투어) – programma televisivo, episodi 25-30 (2018)
- Se un albero cade in una foresta (아무도 없는 숲속에서?, Amudo eomneun supsog-eseoLR) – serie TV (2024)

## Radio
- KBS-R Cool FM 강한나의 볼륨을 높여요 '블링블링초대석' (2020)
- SBS 파워FM 최화정의 파워타임 (2020)
- MBC FM4U 굿모닝FM 장성규입니다 (2020)